# Neocossyphus fraseri
Neocossyphus fraseri là một loài chim trong họ Turdidae.